# Иван Асень IV
Иван Асень IV (болг. Иван Асен IV) (? — 1349) — болгарский царь в 1336—1349. Дата его рождения неизвестна.

## Биография
Князь Иван Асень IV (названный соцарь или «Молодой царь» отцом) являлся третьим сыном царя Ивана Александра от первого брака с принцессой Валашской Феодорой Бессарабской.
Известно, что в «'18 год царствования короля Александра» — то есть 1349 , на встречу с его подчиненными войсками вторглись на территорию Болгарии 20 000 турецких всадников под руководством Сулеймана — старшего брата Мурад I . Ожесточенный бой между болгарской и османской армией был недалеко от Софии.
Согласно анонимной болгарской хронике в краске:
«Aсеня … Турки убили и уничтожили большое количество болгар»
По сообщениям турецких летописей в этой битве «убил много янычар.» Очевидно, что битва была жестокой, и обе стороны имели много жертв. Так умер смертью храбрых и князь Иван Асень IV. Очевидно, что болгары, несмотря на тяжелые потери смогли отразить захватчиков, потому что следующая атака была зарегистрирована только в 1355 — то есть, через шесть лет.
Принц был женат на Валашской принцессе и имел две дочери, о которых история умалчивает.

## Семья
- отец Иоанн-Александр
- мать Феодора Бессарабская[2]
- супруга принцесса Валашская
- дети — две дочери